# Picture-in-Picture
Il Picture in Picture (o PiP) (dall'inglese, Immagine nell'immagine) è una funzione di alcuni televisori o simili. Un canale (o comunque un programma) viene visualizzato a schermo intero, e contemporaneamente un altro appare in sovrimpressione, in un riquadro posto a un lato dello schermo. L'audio solitamente proviene dal programma principale.

## Storia
Il fatto di aggiungere un'immagine all'interno di un'altra era una pratica abituale anche prima dell'introduzione della tecnologia PiP sul mercato. Il primo Picture-in-Picture si è visto nelle trasmissioni televisive del Giochi Olimpici del 1976 a Montreal, dove fu usato un apparecchio Quantel per sovrapporre, alle immagini in presa diretta, dei primi piani della Fiamma Olimpica, durante la cerimonia di apertura dei Giochi.

## Funzionamento
La tecnologia PiP richiede la presenza di due sintonizzatori indipendenti o due diverse fonti da cui trarre le immagini a schermo intero e quelle nel riquadro. Esistono televisori con due sintonizzatori, ma televisori con un solo sintonizzatore richiedono un segnale proveniente da una fonte esterna, come un videoregistratore, un decoder digitale o un lettore DVD collegati via SCART o Video composito. Questa tecnologia viene spesso utilizzata per guardare un programma mentre si aspetta che un altro, su un altro canale, inizi, oppure mentre si aspetta che finisca la pubblicità, sempre su un altro canale.
Alcuni produttori implementano la tecnologia PiP in maniera non tradizionale, per esempio la Samsung, con il modello LN-T4042H LCD, intende il PiP come funzione di cambio rapido tra sorgenti analogiche e digitali. Oggi solo la Sony ha il maggior numero di modelli  dotati con la funzione PIP.
Storicamente, prima che fosse possibile proiettare l'immagine di due o più sintonizzatori su un solo schermo, la funzione PIP fu "emulata" appaiando uno schermo più grande ad altri minori (spesso in bianco e nero) con discutibili risultati in termini di design. Ad esempio, nel 1980, NEC introdusse in Giappone il televisore "Popvision" (modello CV-20T74P), con una rudimentale funzione "picture-aside-picture", ovvero "immagine accanto all'immagine": un piccolo schermo da 6" fu affiancato a quello principale da 20", con due sintonizzatori differenti. Il prodotto era però molto costoso. Altri tentativi - in tal senso - furono compiuti da molti produttori. In Europa, ad esempio, si ricorda la Nordmende con il suo Spectra nelle diverse versioni.
Il decoder Multivision fu un tentativo di introdurre la tecnologia PiP vera e propria, ma fu un insuccesso dal punto di vista delle vendite. Più tardi il PiP fu reso disponibile come funzione aggiuntiva di televisori avanzati.
Le specifiche Blu-ray e HD DVD includono questa funzionalità, permettendo di vedere e sentire, ad esempio, i commenti del regista assieme alle immagini del film.